# Folyás
Folyás község Hajdú-Bihar vármegyében, a Hajdúnánási járásban.

## Fekvése
Hajdú-Bihar vármegye északnyugati részén fekszik, a Tiszától mintegy 7 kilométerre a Nyugati-főcsatorna mellett. A határos települések észak felől Polgár, kelet felől Görbeháza, dél felől Újszentmargita, délnyugat felől Tiszakeszi, északnyugat felől pedig Tiszatarján; közúti kapcsolatban azonban csak Polgárral és Újszentmargitával áll.
Közúton a legegyszerűbben a 35-ös főútról Polgár közelében letérve (vagy az M3-as autópálya Polgár–Nyékládháza-csomópontjánál lehajtva) a 3315-ös úton érhető el. A sztráda egy kisebb szakasza át is halad ugyan a közigazgatási területén, de ott sem lehajtó, sem pihenőhely nem található.
Korábban vonattal is megközelíthető volt a Ohat-Pusztakócs–Nyíregyháza-vasútvonalon, amelyen azonban ma már nincs személyforgalom. Folyás megállóhelyet egy rövid mellékút szolgálta ki, amely ma még (a 2020-as állapot szerint) állami közútnak minősül, 33 317-es számozással.

## Története
A település 1992-ig Polgár nagyközség része volt, a köztársasági elnök abban az évben nyilvánította önálló községgé, 104/1992. (VI. 16.) KE számú határozatával, 1992. július 1-jei hatállyal.

## Közélete

### Polgármesterei
| Terminus  | Név                | Jelölő szervezet(ek) | Megjegyzések                      |
| --------- | ------------------ | -------------------- | --------------------------------- |
| 1990–1994 |                    |                      |                                   |
| 1994–1998 | Mirkó Zoltánné     | független            |                                   |
| 1998–2002 | Mirkó Zoltánné     | független            |                                   |
| 2002–2006 | Mályi Lászlóné     | független            |                                   |
| 2006–2010 | Mályi Lászlóné     | független            |                                   |
| 2010–2010 | Mályi Lászlóné     | független            | hivataláról lemondott             |
| 2011–2014 | Magyar Sándor      | független            | Időközi választás 2011. január 9. |
| 2014–2019 | Magyar Sándor      | független            |                                   |
| 2019–2024 | Magyar Sándor      | független            |                                   |
| 2024–     | Győri Viktor Dávid | független            |                                   |

## Népesség
A település népességének változása:
| Lakosok száma | 317  | 304  | 297  | 256  | 274  | 252  | 271  |
|               | 2013 | 2014 | 2015 | 2021 | 2022 | 2023 | 2024 |

2001-ben a település lakosságának 89%-a magyar, 11%-a cigány nemzetiségűnek vallotta magát.
A 2011-es népszámlálás során a lakosok 90,5%-a magyarnak, 9,5% cigánynak mondta magát (9,5% nem nyilatkozott; a kettős identitások miatt a végösszeg nagyobb lehet 100%-nál). A vallási megoszlás a következő volt: római katolikus 41,8%, református 7,7%, görögkatolikus 0,3%, felekezeten kívüli 43,6% (6,3% nem válaszolt).
2022-ben a lakosság 90,1%-a vallotta magát magyarnak, 4,4% cigánynak, 0,4% bolgárnak, 0,4% németnek, 1,8% egyéb, nem hazai nemzetiségűnek (9,9% nem nyilatkozott; a kettős identitások miatt a végösszeg nagyobb lehet 100%-nál). Vallásuk szerint 5,5% volt református, 24,1% római katolikus, 0,7% egyéb katolikus, 34,7% felekezeten kívüli (35% nem válaszolt).

## Nevezetességei
Romtemplom
A falu külterületén, a közút mentén található romtemplom a második világháború mementója. A történelemben a debreceni, vagy hortobágyi tankcsata (1944. október 9.) néven ismert egyik legnagyobb hazai harci ütközete Folyás környékén zajlott le. Ennek áldozata lett az 1892-ben Pánthy Endre nagyprépost által építtetett kis templom is.

## Külső hivatkozások
- Folyás honlapja